# 코지마 요시오

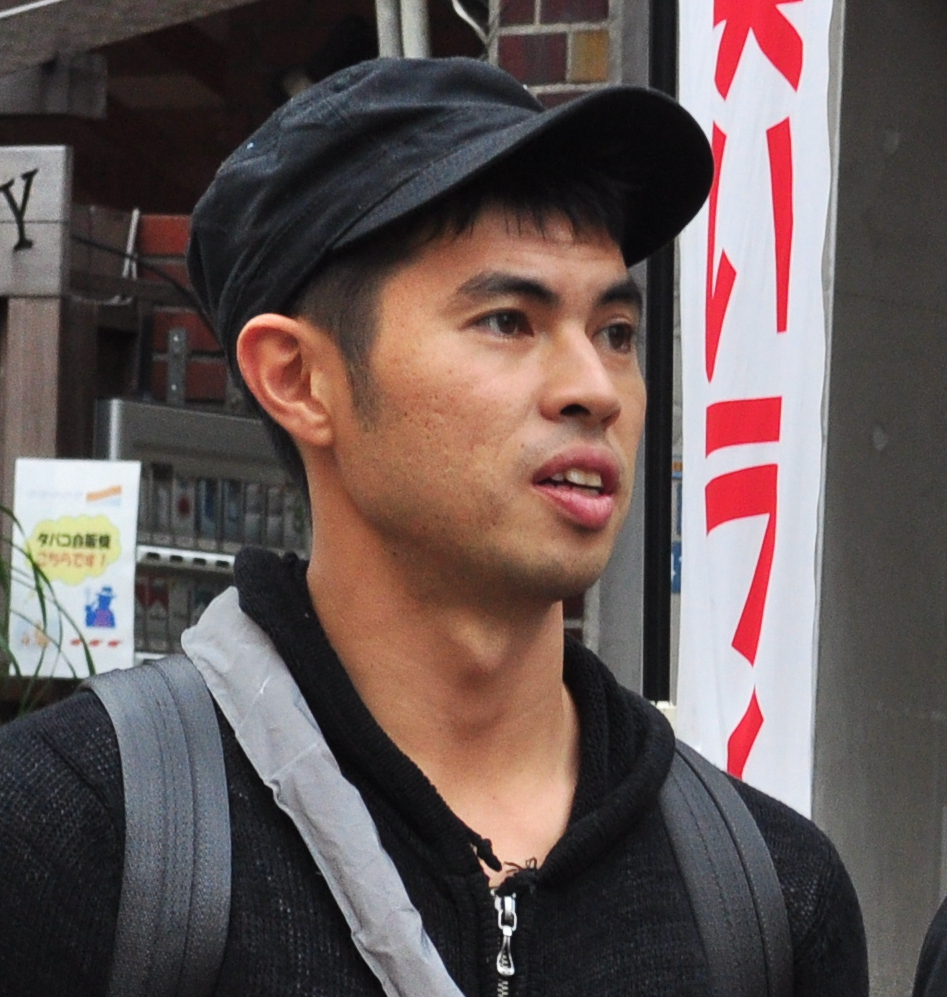
코지마 요시오

고지마 요시오(일본어: 小島 よしお こじま よしお[*])는 일본의 코미디언이다.

## 개요
- 직업: 코미디언
- 출생일: 1980.11.16[1]
- 출생지: 일본
- 성별: 남성
- 신체: 178cm, 70kg[1]
- 수상: 2007 제5회 코미디호프대상[1]
- 사이트: 유튜브, 공식사이트, 인스타그램, 트위터[1]